# Mike Dred
Mike Dred ist das bekannteste Pseudonym des britischen Techno-DJs, -Produzenten und Toningenieurs Michael Christopher Cullen (* 1967 in Lowestoft, Großbritannien). Seine Veröffentlichungen sind weitgehend dem Acid Techno zuzurechnen. Außer als Mike Dred veröffentlichte er unter den Pseudonymen Chimera, DJ Judge Dred, The Kosmik Kommando, Machine Codes und Space Avenger. Dred ist seit 1983 als DJ und seit 1988 als Produzent tätig. Nach Richard D. James (Aphex Twin) war Dred der erste Künstler, der auf James’ Label Rephlex Records eine Platte veröffentlichte. Weitere Werke erschienen auf R&S Records, Diatomyc und seinem eigenen Label Machine Codes. Zusammen mit James veröffentlichte Cullen auch als Universal Indicator.

## Diskographie

### Alben
- 1993: The Kosmik Kommando - Freaquenseize (Rephlex Records)
- 1996: Chimera: Valley Of The Spirits (Rephlex Records)
- 1997: Mike Dred/Peter Green: The First Machine Codes Compilation (Machine Codes)
- 1998: Mike Dred - Virtual Farmer (Rephlex Records)
- 2000: The Kosmik Kommando - Laptop Dancing (Rephlex Records)
- 2001: Universal Indicator - Innovation In The Dynamics Of Acid (Mix-CD) (Rephlex Records)

### Singles und EPs
- 1990: Mike Dred - The Mighty Dred (Machine Codes)
- 1992: The Kosmik Kommando - Kosmik Kommando EP (Rephlex Records)
- 1993: Machine Codes - Crowd Eruption (Diatomyc)
- 1993: Machine Codes - Sensory Deception (Diatomyc)
- 1993: DJ Judge Dred - Ghost Train / Nervous Distortion (Diatomyc)
- 1993: The Kosmik Kommando - Side E5 (Rephlex Records)
- 1993: The Kosmik Kommando - Universal Indicator Yellow (Rephlex Records)
- 1993: DJ Judge Dred - Mindpatching (Diatomyc)
- 1993: Mike Dred - Fu-Chin-Ra (Machine Codes)
- 1993: Space Avenger - Gorf One EP (Diatomyc)
- 1994: Space Avenger - Gorf Two EP (Diatomyc)
- 1994: Mike Dred - Code C (Machine Codes)
- 1994: Mike Dred - Kosmik Konundrums (Machine Codes)
- 1994: Mike Dred - Macrocosm (R & S Records)
- 1995: Mike Dred - Beyond The Box (Machine Codes)
- 1995: Mike Dred - Three Quarks (Diatomyc)
- 1996: Chimera: Out Of The Valley EP (Machine Codes)
- 1996: Chimera: Valley Of The Spirits / The Future Is Upon Us (Rephlex Records)
- 1996: Mike Dred - Epnom Bymon EP (Machine Codes)
- 1996: Mike Dred - Needle Cracker (Diatomyc)
- 1998: Mike Dred - 98K Gold (Rephlex Records)
- 1998: Mike Dred - 98k Live (Rephlex Records)
- 2001: The Kosmik Kommando - Universal Indicator 5 (Ultra-Violet) (Beta Bodega)